# بریستول اسکوت
بریستول اسکوت (به انگلیسی: Bristol Scout) یک هواگرد ساختِ کارخانهٔ بریستول ایروپلین در کشور بریتانیا است که در سال ۱۹۱۴–۱۹۱۶ ساخته شد. نخستین استفاده‌کنندهٔ این هواپیما یکان پروازی پادشاهی بریتانیا بوده‌است. این هواگرد برای نخستین بار در ۲۳ فوریه ۱۹۱۴ میلادی مورد استفاده قرار گرفت.